# Ak Orda
De Ak Orda (Kazachs: Ақ орда, Aq orda), vertaald als Witte Horde, is het presidentiële paleis en de officiële werkplek van de president van Kazachstan. Het paleis staat in de hoofdstad Astana.
Het paleis werd gebouwd binnen een periode van drie jaar en ging in 2004 open. Het werd gebouwd door de Mabatexgroep. Het gebouw is te vinden op de linkeroever van de Isjim. Het paleis huisvest de presidentiële staf. De president resideert op een andere plaats. Het paleis wordt opgesierd met een blauwe koepel. Boven op het gebouw staat een standbeeld die een zon met 32 stralen voorstelt. Onderdeel daarvan maakt de steppearend uit die onder langs de zon vliegt.
De hoogte van het paleis is 80 meter. De eerste verdieping telt de Grote Centrale Zaal, een zaal voor persconferenties, een gala-zaal en een wintertuin. De tweede vloer herbergt de kantoren van de staf, terwijl op de derde verdieping ruimte is voor internationale evenementen. Op de vierde verdieping is de ruimte waar de regering vergadert en een bibliotheek.